# Comuna Koseakivka, Tarașcea
Koseakivka (în ucraineană Косяківка) este o comună în raionul Tarașcea, regiunea Kiev, Ucraina, formată din satele Antonivka și Koseakivka (reședința).

## Demografie
Componența lingvistică a comunei Koseakivka
     Ucraineană (99,87%)
     Alte limbi (0,13%)
Conform recensământului din 2001, majoritatea populației comunei Koseakivka era vorbitoare de ucraineană (99,87%), existând în minoritate și vorbitori de alte limbi.